# Jonas Bužinskas
Jonas Bužinskas (* 31. Januarjul. / 13. Februar 1917greg. in Kaunas, Gouvernement Kowno; † 1948) war ein litauischer Fußballspieler.

## Karriere
Jonas Bužinskas spielte in seiner Vereinskarriere von 1933 bis 1940 in seiner Geburtsstadt für den LGSF Kaunas. 1938 wurde Bužinskas mit der Mannschaft Vizemeister in Litauen. Ein Jahr später gewann Bužinskas mit dem „Litauischen Turn- und Sportverband Kaunas“ (Lietuvos gimnastikos ir sporto federacija Kaunas) die Meisterschaft. 
Am 9. August 1933 debütierte Bužinskas im Alter von 16 Jahren in der Litauischen Fußballnationalmannschaft bei einer 2:9-Niederlage gegen Finnland in Helsinki. In seinem fünften Länderspiel im Mai 1935 erzielte der Stürmer sein erstes Tor im Trikot der Nationalmannschaft gegen Lettland. Einen Monat später traf er in seinem sechsten Länderspiel gegen Estland erneut.
Mit der Auswahl von Litauen nahm er in Jahren 1935 und 1938 am Baltic Cup teil. Insgesamt absolvierte er 13 Länderspiele für die Litauische Nationalmannschaft und traf zweimal.